# Pavel Tonkov
Pavel Sergejevič Tonkov (Павел Сергеевич Тонков, 9. února 1969 Iževsk) je bývalý ruský závodník v silniční cyklistice.
Začínal v klubu Impuls v Iževsku, v roce 1987 se stal juniorským mistrem světa v závodě s hromadným startem a skončil na druhém místě v časovce družstev. V roce 1988 vyhrál celkovou klasifikaci Kolem Hesenska a v roce 1989 Okolo Slovenska a Tour du Poitou-Charentes, na Závodě míru 1990 vyhrál jednu etapu a byl nejlepším vrchařem, celkově skončil na 24. místě. Vyhrál Giro delle Regioni 1990 a Kolem Chile 1991.
V roce 1992 přestoupil k profesionálům, vyhrál Settimana Ciclistica Lombarda a byl sedmý na Giro d'Italia, kde zároveň získal bílý trikot pro nejlepšího jezdce do 25 let, který obhájil v roce 1993. Celkovou klasifikaci Gira vyhrál v roce 1996, v letech 1997 a 1998 byl druhý, v celé své kariéře získal na Giru sedm etapových vítězství. Také vyhrál etapové závody Tour de Suisse 1995, Tour de Romandie 1997, Giro dell'Appennino 1997 a 1998 a Clásica Internacional de Alcobendas 2005, skončil druhý na Giro del Trentino 1997 a Critérium du Dauphiné 2001, na Vuelta a España 2000 byl třetí. Na olympiádě obsadil 51. místo v roce 1996 a 28. místo v roce 2000, na mistrovství světa 1999 byl osmnáctý.

## Celkové pořadí na velkých etapových závodech
|                 | 1992 | 1993 | 1994 | 1995 | 1996 | 1997 | 1998 | 1999 | 2000 | 2001 | 2002 | 2003 | 2004 |
| --------------- | ---- | ---- | ---- | ---- | ---- | ---- | ---- | ---- | ---- | ---- | ---- | ---- | ---- |
| Giro d'Italia   | 7    | 5    | 4    | 6    | 1    | 2    | 2    | –    | 5    | –    | 5    | DNF  | 13   |
| Tour de France  | –    | –    | DNF  | DNF  | –    | –    | –    | DNF  | –    | –    | –    | –    | –    |
| Vuelta a España | –    | –    | –    | –    | –    | DNF  | –    | 4    | 3    | –    | 67   | –    | DNF  |